# エルヴィル・バリッチ
エルヴィル・バリッチ（Elvir Baljić、1974年7月8日 - ）は、ユーゴスラビア・サラエヴォ出身の元ボスニア・ヘルツェゴビナ代表サッカー選手。ポジションはFW。現在はボスニア・ヘルツェゴビナ代表のアシスタントコーチとしてサフェト・スシッチを支えている。

## 経歴
FKジェリェズニチャル・サラエヴォのユースで育ったが、1993年のボスニア・ヘルツェゴビナ紛争時に去り、FKサラエヴォのツアーに参加。1994年にFKサラエヴォの選手としてボスニアのトップリーグに初出場した。1995年にブルサスポルへ移籍。ブルサスポルでは数シーズンにわたりクラブのトッププレイヤーの一人として活躍し、1998年に移籍金1,800万DMでトルコ・シュペルリガの名門フェネルバフチェSKへと移籍した。フェネルバフチェでは30試合に出場して18得点を挙げた。
1999年、ベシクタシュJKの監督をしていたジョン・トシャックがレアル・マドリードの監督に就任すると、ベシクタシュのライバルクラブにいたバリッチを求めたことによりレアル・マドリードへ移籍。移籍金は旧ユーゴスラビアの地域出身者では最高額となる4,200万DMにも上り、その夏の大きなサプライズ移籍の一つとなった。しかし、レアル・マドリードでは怪我に悩まされたこともあって出場機会が11試合384分しかなく、1得点しか挙げられないなど不本意な結果となった。
翌シーズンには古巣フェネルバフチェへレンタル移籍。このシーズンには、キャリア唯一のリーグタイトルを獲得。2001-02シーズンには再び、今度はレアル・マドリードと同じくマドリードを本拠地とするラーヨ・バジェカーノへレンタル移籍した。しかし、ここでも怪我やコンディション不良などが原因で10試合の出場に留まった。
2002年には再びトルコリーグに復帰し、ガラタサライSKへ移籍。2008年にイスタンブールスポルASで引退した。

## 獲得タイトル
- UEFAチャンピオンズリーグ 1999-00
- トルコ・シュペルリガ 2000-01